# 盖博·拉斯美
盖博·拉斯美（高棉语：កែវ ពុទ្ឋរស្មី，1952年10月1日—） 出生于磅湛省，柬埔寨華人後代。诺罗敦·阿伦拉斯美公主之丈夫。曾任副首相、奉辛比克党第一副主席等职务。

## 荣誉

### 外国勋章奖章
- 旭日重光章（日本，2018年4月29日公布[2]）